# ユトレヒトのビュールケルク内部
『ユトレヒトのビュールケルク内部』（ユトレヒトのビュールケルクないぶ、蘭:  Interieur van de Buurkerk te Utrecht、英: The Interior of the Buurkerk at Utrecht）は、17世紀のオランダ絵画黄金時代の画家ピーテル・ヤンスゾーン・サーンレダムが1644年にオーク板上に油彩で制作した絵画である。画面下部右側の柱に教会の名と制作年、画家の署名が記されている。作品は1902年にアーサー・ケイ (Arthur Kay) から寄贈されて以来、ロンドン・ナショナル・ギャラリーに所蔵されている。

## 作品
「建築画」という厳密で知的な絵画を創造したサーンレダムは、建築家ヤーコプ・ファン・カンペンとの綿密な共同作業によって、建築測量士の方法を用いた最初の大画家となった。オランダ各地の教会を描いた彼は、いつも同じ制作法に従っている。最初は現場において測量抜きで、自由に素描を描き、次いで視界に入るすべての建築の部分を慎重に計測した。こうして入念な線遠近法の素描ないしカルトン (原寸大下絵) を制作し、それにもとづいて完成作を生み出したのである。この過程がサーンレダムの作品の精確さを支えている。とはいえ、アトリエで絵画が制作される際には、より優れた効果を出すために絶対的な精確さは犠牲にされることもあった。サーンレダムはそれぞれの建築物の雰囲気と特徴を見事に捉えたので、美術史家たちはしばしば彼を最初の「建築の肖像画家」と評している。

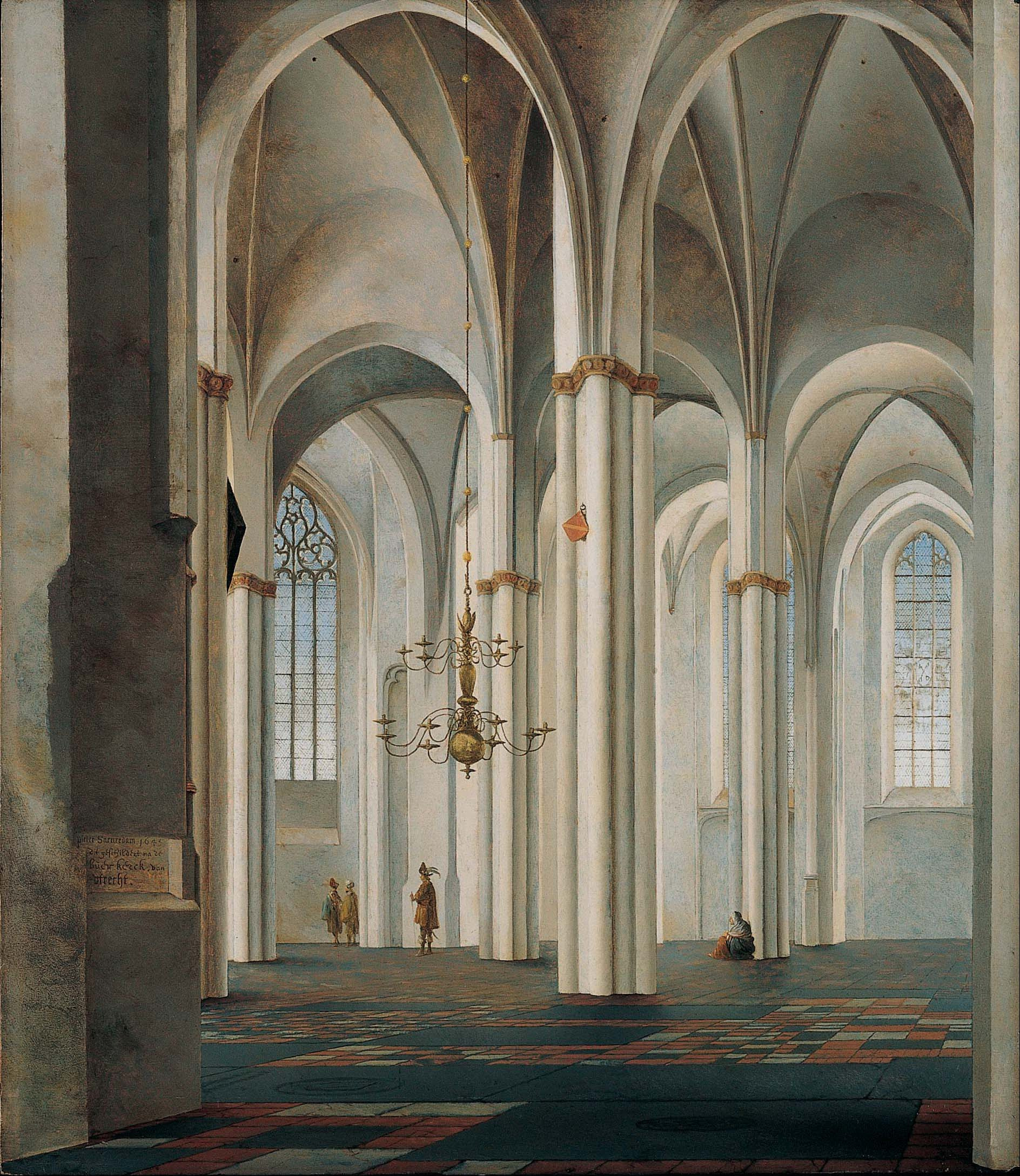
サーンレダム『ユトレヒトのビュールケルク内部』 (1645年)、キンベル美術館、フォートワース。素描の左半分を描いている。

ユトレヒトの教会ビュールケルクを表すこの絵画のもととなった素描は、絵画の8年前の1636年8月16日の日付を持つ。絵画はその素描の右半分のみを用いている。左半分に対応する絵画は現在、フォートワースのキンベル美術館に所蔵されている。本作を素描と比較してみると、柱はより高くされ、アーチと穹窿の上の空間は広げられている。かくして教会の内部はより高い感じが生み出され、それは内部を満たす陽光で強調されている。光が石を照らす様子を捉える能力は、サーンレダムのもう1つの強みである。窓から差し込む光は、柱、アーチ、穹窿の部分で様々に反射し、墓石とひび割れのある赤と白の大理石の床で輝く。
この教会の内部は北側身廊から見た部分である。サーンレダムが描いたほかのすべてのオランダの教会同様、約60年前からのプロテスタントの礼拝に応じて、ビュールケルクも中世のカトリック時代の様相をとどめていない。祭壇画は剥ぎ取られ、側面の礼拝堂は誰にも装飾を委嘱されておらず、多色であった壁は白く塗られている。現存する建築の部分は大半が14-15世紀のものであるが、画家はあえて13世紀建造のゴシック建築の遺構の部分を選んで、焦点を当てている。
中央左寄りの奥の柱に掛かっているのは、ギルドの奉納額である。右手の角柱の上には紋章が見える。その左下のくぼみには十戒を示した銘板があり、その上にモーセの胸像がある。モーセの十戒が示す従順のテーマは、下で犬を調教しようとしている子供によって裏づけられる。角柱の下には、別の子供が赤チョークで描いたらしい中世の騎士道物語 (ヨーロッパのほぼ全域で人気を博した) の拙い絵がある。この絵は、魔法の馬バヤール (Bayard) に乗ったドルドーニュのエモン (Aymon) の息子たちを表している。ちなみに、サーンレダムが実際のいたずら書きを写し取ったのか、自身で描き加えたのかは定かではない。このようないたずら書きは、当時の教会内では普通に見られたのである。
子供たちはサーンレダムが描いたのかどうかわからないが、おそらく同時代の別の画家の手になると思われる。一方、ほかの人物たちはほぼ間違いなくサーンレダムが描いたものである。彼らは建築の大きさと遠近法を理解する手助けになると同時に、社交の場としての教会という感覚を与えている。